# Ха-Коэн, Гершон
Гершон Ха-Коэн (также Хакоэн, Га-Коэн и т. п.; ивр. גרשון הכהן‎ Гершон hаКоhэн; род. 4 декабря 1955, Иерусалим, Израиль) — генерал-майор запаса Армии обороны Израиля; в последних должностях в армии: командир Корпуса Генштаба в Северном военном округе армии (с января 2010 по сентябрь 2014 года), командир Военных колледжей (с марта 2006 по декабрь 2011 года).

## Биография
Гершон Ха-Коэн родился в Иерусалиме (на стыке районов Рехавия и Шаарей-Хесед) 4 декабря 1955 года.

### Семья и ранние годы
Отец Ха-Коэна, раввин Йедайя Ха-Коэн (сын раввина Шмуэля Ха-Коэна Вайнгартена, историка и главы религиозного совета Иерусалима), был одним из лидеров партии «Мизрахи» (в дальнейшем, партии «МАФДАЛ») и одним из основателей иешивы «Хар Эцион»). Йедайя Ха-Коэн скончался 30 июля 2021 года в возрасте 89 лет.
Мать Ха-Коэна, Дина Ха-Коэн (дочь израильского общественного деятеля Натана Гарди), была одной из глав национально-религиозного женского колледжа «Мидрешет Эмуна».
Братья Ха-Коэна: раввин Реэм Ха-Коэн (глава иешивы Отниэля), раввин Эльяшив Ха-Коэн (глава иешивы «Бейт-Шмуэль» национально-религиозного движения «Бней Акива» в Хадере), раввин Авия Ха-Коэн (преподаватель иешивы Ткоа), раввин Хаим Ха-Коэн (преподаватель военного подготовительного учреждения в Бейт-Ятире, Зеэв Ха-Коэн (старший сотрудник Управления охраны природы и национальных парков).
Гершон Ха-Коэн окончил иешиву «Нетив Меир» движения «Бней Акива», затем учился в военной иешиве «Хар Эцион», был одним из учеников раввина Йехуды Амиталя.
Несмотря на происхождение из религиозной семьи, Ха-Коэн перестал носить кипу с молодого возраста.

### Военная карьера

#### Начало карьеры
В 1973 году Ха-Коэн был призван на службу в Армии обороны Израиля, начал службу в отрядах «Нахаль». Принял участие в Войне Судного дня в качестве солдата пехоты на египетском фронте.
В 1974 году перешёл в бронетанковые войска и до 1982 года исполнял различные командные должности в бронетанковой бригаде «Саар ми-Голан», вплоть до заместителя командира батальона.

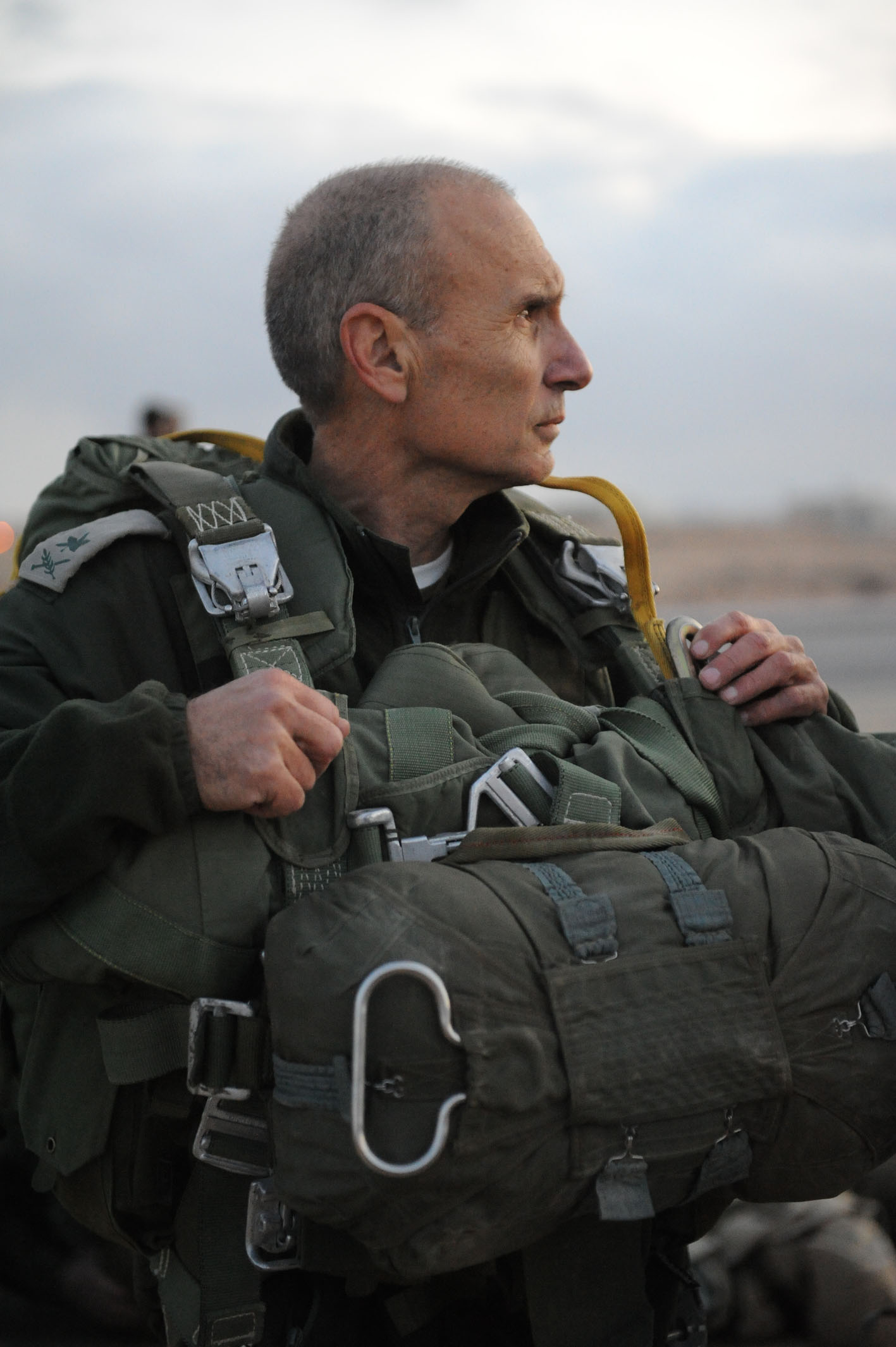
Гершон Ха-Коэн на десантных учениях, 2012

В 1982 году, во время Ливанской войны, анонимно опубликовал в газете «Га-Арец» резкую антивоенную критику решений политического эшелона, в первую очередь министра обороны Ариэля Шарона. В дальнейшем опубликовал также анонимное эссе в поддержку акта неповиновения полковника бронетанковых войск Эли Гевы, отказавшегося вести свою бригаду на захват Бейрута и неоправданно подвергать риску жизни солдат. После разоблачения Ха-Коэн был привлечён к дисциплинарной ответственности в виде строгого выговора и по указанию Начальника Генштаба армии Рафаэля Эйтана уволен из армии с отчислением с резервистской службы.
Следующий Начальник Генштаба, Моше Леви, вернул Ха-Коэна на резервистскую службу в 1983 году (в качестве командира резервного танкового батальона резервной бронетанковой бригады «Маркевот ха-Эш»), а преемник Леви, Дан Шомрон, вновь призвал Ха-Коэна на регулярную службу в армии в 1987 году и назначил его командиром батальона «Ромах» бронетанковой бригады «Саар ми-Голан».
С 1988 года Ха-Коэн служил командиром батальона на курсах офицеров бронетанковых войск, а в 1990 году был назначен командиром резервной бронетанковой бригады «Маркевот ха-Барзель» (с 1991 года исполнял одновременно должность главы Департамента боевой доктрины Командования сухопутных войск). В октябре 1993 года возглавил бригаду «Саар ми-Голан».
В январе 1995 года Ха-Коэн вызвал широкую общественную критику своим высказыванием на лекции в школе в Иерусалиме, заявив, что с древних времён мужчины являются воинами, а женщины — проститутками.
В августе 1995 года стал заместителем командира бронетанковой дивизии «Гааш». В октябре 1997 года был назначен командиром резервной дивизии «Ха-Мапац» Северного военного округа.
С 2000 по 2003 год был главой Отдела доктрины и инструктажа (ивр. רח"ט תוה"ד‎) Командования сухопутных войск, а в июне 2003 года был назначен командиром дивизии «Гааш».

#### Участие в исполнении «Плана размежевания»
В 2005 году на дивизию «Гааш» под командованием Ха-Коэна была возложена задача исполнения «Плана одностороннего размежевания» в секторе Газа. Его согласие исполнить эту задачу, включающую командование войсками, которым было поручено насильно эвакуировать еврейских поселенцев из поселений Гуш-Катифа и сносить данные поселения, вызвало резкую критику со стороны поселенцев сектора Газа и было расценено многими из них как предательство ввиду происхождения Ха-Коэна из семьи видных деятелей национально-религиозного лагеря.
В соответствии с репортажем 10-го канала израильского телевидения, во время посещения семьи погибшего в ходе Второй ливанской войны подполковника Иммануэля Морено в августе 2006 года, Ха-Коэн заявил в беседе с семьёй, что «План размежевания» был преступлением против еврейского народа, соучастником которого он является, добавив, что Вторая ливанская война является наказанием за это преступление. Пресс-служба Армии обороны Израиля опубликовала опровержение данного репортажа.
Участие Ха-Коэна в исполнении «Плана размежевания» преследовало его и в дальнейшем: помимо прочего, в августе 2008 года Ха-Коэн был вынужден отменить своё участие в мероприятии в Кфар-Эционе из-за угроз активистов правого лагеря предотвратить его участие в мероприятии любой ценой. Этот случай вызвал широкий общественный резонанс.

#### Дальнейшая карьера
30 марта 2006 года Ха-Коэну было присвоено звание генерал-майора, и он был назначен командиром Военных колледжей Армии обороны Израиля. В ноябре 2006 года также возглавлял внутреннее расследование армии в отношении использования бомбовых кассет в ходе Второй ливанской войны.
10 января 2010 года был назначен дополнительно командиром Корпуса Генштаба в Северном военном округе армии, сменив на посту генерал-майора Эхуда (Уди) Шани .
12 декабря 2011 года Ха-Коэн передал пост командира Военных колледжей генерал-майору Йоси Байдацу, оставаясь при этом в должности командира корпуса. При этом командовал также курсом командиров дивизий.
2 сентября 2014 года Ха-Коэн передал командование Корпусом Генштаба генерал-майору Йоси Бахару и вышел в отпуск накануне выхода в запас из армии.

### После выхода в запас
После выхода в запас Ха-Коэн является исследователем Центра стратегических исследований Бегина-Садата.
Ведёт колонку в израильском журнале «Либерал» и собственный блог «Национальная безопасность». Также публикуется на сайте проекта «929 — Танах вместе» (ивр. 929 - תנ"ך ביחד‎), занимающегося популяризацией изучения Танаха.
Также является председателем управляющего совета некоммерческой организации «Моментум» по поддержке солдат, завершающих действительную военную службу в армии.
Состоит в управляющем комитете движения «Ха-Битхонистим» (ивр. הביטחוניסטים‎), призывавшего, помимо прочего, к аннексии Израилем Западного берега реки Иордан. Входит в состав «Форума Танаха» некоммерческой организации «Компания по исследованию Танаха в Израиле».
В марте 2021 года Ха-Коэн вошёл в состав правительственной комиссии под руководством отставной судьи Шломит Вассеркруг по проверке обстоятельств трагедии, повлекшей гибель 10 учеников предпризывной мехины «Бней-Цион» вследствие внезапного паводка в ходе экскурсии 26 апреля 2018 года, и выдаче рекомендаций для предотвращения подобных трагедий в будущем. В мае 2022 года комиссия представила промежуточный отчёт, в соответствии с которым Министерство обороны и Министерство образования пренебрегли своими полномочиями принудительного введения правил безопасности и надзора относительно деятельности предпризывных образовательных учреждений. В марте 2023 года комиссия представила свой окончательный отчёт, отметив, что соответствующие министерства так и не исправили недочёты, выявленные в промежуточном отчёте; при этом председательница комиссии требовала приостановить деятельность предпризывных образовательных учреждений до введения должного надзора за их деятельностью, а Ха-Коэн и третий член комиссии, Ави Наим, хоть и согласились с принципиальными выводами председательницы комиссии, сочли данную меру излишней.

### Образование и личная жизнь
Ха-Коэн обладает степенями бакалавра и магистра Еврейского университета в Иерусалиме (в области философии и сравнительной литературы).
Женат, отец троих детей. Проживает в поселении Нимрод на Голанских высотах, одним из основателей которого он является.

## Публикации
- גרשון הכהן, מה לאומי בביטחון הלאומי?, משרד הביטחון / מודן ההוצאה לאור (Гершон Ха-Коэн, «Что национального в национальной безопасности?», книга издательства «Модан» / Министерства обороны), 2014
- גרשון הכהן, גדר ההפרדה: גבול מדיני במסווה ביטחוני, הוצאת מרכז בגין-סאדאת ופורום קהלת (Гершон Ха-Коэн, «„Разделительный барьер“: государственная граница под оборонным прикрытием» (Архивная копия от 1 ноября 2021 на Wayback Machine), книга издательства Центра стратегических исследований Бегина-Садата и Форума «Кохелет», редактор: Ицик Царфати), июль 2018, ISBN 978-965-7674-51-2
- Блог Гершона Ха-Коэна (Архивная копия от 4 декабря 2022 на Wayback Machine) (иврит)
- Перечень публикаций Ха-Коэна на сайте Центра стратегических исследований Бегина-Садата (Архивная копия от 4 декабря 2022 на Wayback Machine) (иврит)
- Перечень публикаций Ха-Коэна в журнале «Либерал» (Архивная копия от 4 декабря 2022 на Wayback Machine) (иврит)
- Перечень публикаций Ха-Коэна на сайте 929.org.il (Архивировано 5 декабря 2022 года.) (иврит)
- Перечень публикаций Ха-Коэна на сайте The MirYam Institute (Архивная копия от 4 декабря 2022 на Wayback Machine) (англ.)
- Перечень публикаций Ха-Коэна на сайте The Jerusalem Institute for Srategy and Security (Архивная копия от 4 декабря 2022 на Wayback Machine) (англ.)
- Перечень публикаций Ха-Коэна в газете «Макор Ришон» (Архивировано 5 декабря 2022 года.) (Архивировано 5 декабря 2022 года.) (иврит)
- Перечень публикаций Ха-Коэна в газете «Исраэль ха-йом» (Архивировано 5 декабря 2022 года.) (иврит)
- אלי גבע — בין צייתנות למוסר הארץ, 10.8.82 («Эли Гева — меж послушанием и моралью», «Га-Арец» (10.8.82)) (анонимно[8]) (иврит)
- תא"ל גרשון הכהן המצביא והתכנון המערכתי — בין הנדסה לארכיטקטורה מערכות 376, אפריל 2001 (Бригадный генерал Гершон Ха-Коэн, «Полководец и системное планирование — между инженерией и архитектурой», «Маарахот» № 376 (апрель 2001)), с. 10 (Архивная копия от 5 декабря 2022 на Wayback Machine) (иврит)
- תא"ל גרשון הכהן מבחן התוצאה כמבחן של מגמות מערכות 383, מאי 2002 (Бригадный генерал Гершон Ха-Коэн, «Оценка действий по достигнутому результату как оценка тенденций», «Маарахот» № 383 (май 2002)) (Архивная копия от 5 декабря 2022 на Wayback Machine) (иврит)
- Brig.-Gen. Gershon HaCohen, Pride and Dissent in the Israeli Military (Бригадный генерал Гершон Ха-Коэн, «Гордость и разногласие в израильской армии»), Jerusalem Issue Brief, vol. 3, No. 28 (12 July 2004), Jerusalem Center for Public Affairs (Архивная копия от 19 августа 2021 на Wayback Machine) (англ.)
- תא"ל גרשון הכהן זיכרון הנופלים כתבנית מעצבת ברוח צה"ל (Бригадный генерал Гершон Ха-Коэн, «Память о павших, как формирующая матрица духа Армии обороны Израиля»), на сайте памяти Министерства обороны Израиля (Архивная копия от 5 декабря 2022 на Wayback Machine) (иврит)
- גרשון הכהן יצירת מענה רלוונטי לאיום: בין מענה טכני למענה הסתגלותי צבא ואסטרטגיה, כרך 2, גיליון 1, יוני 2010 (Гершон Ха-Коэн, «Создание подходящего способа реагирования на угрозу: между техническим и адаптивным реагированием», «Цава ве-эстратегья» № 2 (1-я брошюра) (июнь 2010)) (Архивная копия от 29 июня 2020 на Wayback Machine) (иврит) (также перевод на английский (Архивная копия от 29 июня 2020 на Wayback Machine))
- אלוף גרשון הכהן, ד"ר אסף חזני עיצוב המרחב ועיצוב המערכה בהתנתקות מערכות 432, אוגוסט 2010 (Генерал-майор Гершон Ха-Коэн, доктор Асаф Хазани, «Проектирование пространства и операции в исполнении „Плана размежевания“», «Маарахот» № 432 (август 2010)) (Архивная копия от 5 декабря 2022 на Wayback Machine) (иврит)
- אלוף גרשון הכהן געגוע לחבר ליד האוהל (Генерал-майор Гершон Ха-Коэн, «Тоска по другу около палатки»), Ynet (8.10.11) (Архивная копия от 10 ноября 2011 на Wayback Machine) (иврит)
- גרשון הכהן חזון ומהפכה — מציאות מתחת לרדאר עיונים בביטחון לאומי מס' 19, יולי 2012 (Гершон Ха-Коэн, «Видение и революция — действительность под радаром», «Июним бе-витахон леуми» № 19 (июль 2012)) (Архивная копия от 28 июня 2020 на Wayback Machine) (иврит)
- אלוף גרשון הכהן מלחמת יום כיפור מחכה לשפילברג (Генерал-майор Гершон Ха-Коэн, «Война Судного дня ожидает своего Спилберга»), Ynet (25.9.12) (Архивная копия от 16 ноября 2012 на Wayback Machine) (иврит)
- גרשון הכהן 'רכיב התאונה' כקטליזטור בפירוק אידאל המשילות המודרני עיונים בביטחון לאומי מס' 20, מארס 2013 (Гершон Ха-Коэн, «„Аварийный компонент“ как катализатор распада идеала современного управления», «Июним бе-витахон леуми» № 20 (март 2013)) (Архивная копия от 29 июня 2020 на Wayback Machine) (иврит)
- אלוף גרשון הכהן מחינוך למצוינות אל נכות מנהיגותית מערכות 457, אוקטובר 2014 (Генерал-майор Гершон Ха-Коэн, «От воспитания отличников к инвалидности лидерства», «Маарахот» № 457 (октябрь 2014)) (Архивная копия от 5 декабря 2022 на Wayback Machine) (иврит)
- גרשון הכהן המשבר בצבא היבשה אסטרטגיית צה"ל בראי הביטחון הלאומי (בעריכת מאיר אלרן, גבי סיבוני, קובי מיכאל) (2016) 99 (Гершон Ха-Коэн, «Кризис в сухопутной армии» (Архивная копия от 26 июня 2020 на Wayback Machine), в издании Института исследования национальной безопасности (INSS) «„Стратегия Армии обороны Израиля“ в свете национальной безопасности», редакторы: Меир Эльран, Габи Сибони, Коби Михаэль (2016) 99) (иврит)
- גרשון הכהן אסטרטגיית צה"ל — בניין הכוח בין הקטבים 7, אפריל 2016 (Гершон Ха-Коэн, «Стратегия Армии обороны Израиля — строительство сил», «Бейн ха-Ктавим» № 7, с. 119 (апрель 2016)) (Архивная копия от 5 июня 2022 на Wayback Machine) (иврит)
- Gershon HaCohen, Separation is not the answer (Гершон Ха-Коэн, «Разделение не является ответом»), Fathom (Autumn 2016) (Архивная копия от 14 октября 2016 на Wayback Machine) (англ.)
- גרשון הכהן קודם כל חייל, לא ילד ישראל היום, 6.1.17 (Гершон Ха-Коэн, «В первую очередь солдат, а не ребёнок», «Исраэль ха-йом» (6.1.17)) (Архивировано 5 декабря 2022 года.) (иврит)
- גרשון הכהן ואפרים ענבר ירושלים: מזכר אסטרטגי השילוח 4, מאי 2017 (Гершон Ха-Коэн и Эфраим Инбар, «Иерусалим: стратегический меморандум», «Ха-Шилоах» № 4, с. 63 (май 2017)) (Архивная копия от 27 июля 2021 на Wayback Machine) (иврит)
- גרשון הכהן ההגנה המרחבית בסְפָר — חיונית כתמיד בין הקטבים 15, מארס 2018 (Гершон Ха-Коэн, «Территориальная оборона дальних рубежей — необходима как никогда», «Бейн ха-Ктавим» № 15, с. 61 (март 2018)) (Архивная копия от 5 июня 2022 на Wayback Machine) (иврит)
- גרשון הכהן מסמך הדרישות של אבו מאזן — תכתיב כניעה לישראל (Гершон Ха-Коэн, «Документ с требованиями Абу-Мазена — требование признания Израилем поражения»), N12 (13.7.21) (Архивная копия от 13 июля 2021 на Wayback Machine) (иврит)
- אלוף (במיל') גרשון הכהן ההשתוללות בנגב מחייבת הקמת משמר לאומי (Генерал-майор запаса Гершон Ха-Коэн, «Бесчинства в Негеве требуют формирования национальной гвардии»), N12 (4.12.21) (Архивная копия от 4 мая 2022 на Wayback Machine) (иврит)
- אלוף (במיל') גרשון הכהן גל טרור לא קורה במקרה (Генерал-майор запаса Гершон Ха-Коэн, «Волна террора не происходит по случайности»), N12 (30.3.22) (Архивная копия от 31 марта 2022 на Wayback Machine) (иврит)
- אלוף (במיל') גרשון הכהן להראות לטרור שאנחנו כאן כדי להישאר (Генерал-майор запаса Гершон Ха-Коэн, «Показать террору, что мы здесь навсегда»), N12 (8.4.22) (Архивная копия от 8 апреля 2022 на Wayback Machine) (иврит)
- Ха-Коэн Г. Российско-украинская война — выводы для Израиля // Война в Украине: 16 точек зрения, 9 ключевых инсайтов = מלחמת רוסיה—אוקראינה — לקחים לישראל // המלחמה באוקראינה: 16 נקודות מבט, 9 תובנות מפתח (иврит) / под ред. И. Хехта, Ш. Шабтая. — Рамат-ха-Шарон, Рамат-Ган: Маарахот, Центр стратегических исследований Бегина-Садата, 2023. — С. 171—183. Архивировано 28 декабря 2023 года.